# El Lindaman
Yuga Hayashi   (林悠河 Hayashi Yūga, nacido el 12 de febrero de 1995) es un luchador profesional japonés, conocido por el nombre de ring El Lindaman (エル・リンダマン Eru Rindaman). Actualmente trabaja para Oriental Wrestling Entertainment (OWE).

## Carrera

### Dragon Gate (2014-2018)
Hayashi debutó el 4 de abril de 2014, perdiendo ante Shachihoko Boy en un dark match. El 13 de abril, durante la lucha contra Eita, Hayashi sufrió una fractura de mandíbula, descarrilando su carrera temprana y dejándolo fuera de acción durante varios meses. Después de su regreso, Hayashi perdió la mayoría de sus luchas en los que compitió durante su carrera temprana, común para los jóvenes luchadores en Japón. El 16 de enero de 2015, compitió en su último combate con su nombre de nacimiento, formando equipo con Super Shisa y Kotoka en una derrota ante Jimmyz (Jimmy Kagetora, Genki Horiguchi H.A.Gee.Mee !! y Ryo Jimmy Saito). Dos días después, el 18 de enero, Hayashi debutó un nuevo nombre de timbre, compitiendo como El Lindaman (inspirado en la canción "Linda, Linda" de The Blue Hearts). Inicialmente quería unirse a Osaka06 junto con Cima y Gamma, pero después de que Cima se uniera a Mad Blankey, Hayashi en cambio optó por unirse a los Millennials, cambiarse de vestimenta para combinar con el esquema de colores de Millennial y teñirse el cabello de rosa. En su primera lucha como Lindaman, él y Kotoka perdieron a Jimmy Kanda y Jimmy Susumu.
El 8 de octubre de 2015, Lindaman se unió al nuevo stable como "Over Generation" junto con Eita, Gamma, Punch Tominaga, Kaito Ishida y Takehiro Yamamura. Después de unirse a Over Generation, Lindaman volvió a cambiar su atuendo. En noviembre, Lindaman compitió en el torneo Open The Triangle Gate Tournament, formando equipo con Eita y Punch Tominaga. El trío fue eliminado en la primera ronda por VerserK (Yamato, Shingo Takagi y Naruki Doi). Lindaman compitió en el torneo King of Gate 2016, terminando el último en su bloque con un punto. En 2016, comenzó a asociarse con Yosuke Santa Maria, y el dúo comenzó con una actitud romántica después de que Lindaman dijo que le gustaba y que quería "luchar con ella y protegerla". 
El dúo se llamaba oficialmente The Marilyns, y poco después de alinearse con María, Lindaman abandonó "Over Generation" y pidió unirse al stable de "Maria's Tribe Vanguard", liderado por Yamato. Yamato dijo que Lindaman se unió al stable o no dependía de su desempeño junto a Santa Maria en la Summer Adventure Tag League de 2016. Lindaman y Santa Maria ingresaron a la Summer Adventure Tag League 2016, empatando en último lugar en su bloque con solo dos puntos, lo que llevó a Yamato a declarar que Lindaman no se uniría a Tribe Vanguard. Después de que Yamato negó su solicitud, Santa Maria abofeteó a Lindaman, oficialmente rompiendo a The Marilyns.
Poco después, Lindaman adoptó un nuevo personaje, atacando a sus oponentes y compañeros antes y después de sus luchas y mostrando signos de un posible cambio a heel. Lindaman desafió a Eita a un combate por el Campeonato Open the Brave Gate, sin embargo, Punch Tominaga bajó al ring y se incorporó a la imagen del título, lo que llevó a un partido número uno de los contendientes el 29 de septiembre, que ganó Lindaman. Después del combate, indaman cambio a heel de manera definitivo y atacó a Tominaga y aceptó la oferta de "VerserK" para unirse a su stable. Lindaman volvió a cambiar su aspecto, se tiñó el pelo de rojo, se cambió el atuendo para que se ajustara a los colores de VerserK y llevara una gran cuerda alrededor de su cuello. Representando a VerserK, Lindaman desafió sin éxito a Eita por el campeonato el 12 de octubre.

### Oriental Wrestling Entertainment (2018-presente)
A principios de 2018, Cima anunció su salida de Dragon Gate después de 21 años trabajando con la empresa, y también anunció la formación de una nueva empresa china, Oriental Wrestling Entertainment (OWE), que se basará principalmente en China. Además de Cima, T-Hawk, El Lindaman y Takehiro Yamamura también dejaron Dragon Gate para unirse a OWE. El evento inaugural de OWE se llevó a cabo el 7 de mayo, el 22 de junio, en representación de OWE, Lindaman debutó en Wrestle-1.
El resto de la lista de OWE pronto debutó también en la empresa, y se llamaron a sí mismos "Strong Hearts", y luego reclutaron a Dezmond Xavier y Zachary Wentz para el grupo. Strong Hearts también debutó para DDT Pro-Wrestling en septiembre, derrotando a All Out (Konosuke Takeshita, Akito, Shunma Katsumata y Yuki Iino).

### All Elite Wrestling (2019)
El 25 de mayo, Lindaman hizo una aparición especial en el inaugural evento de AEW Double or Nothing haciendo equipo con CIMA y T-Hawk quienes fueron derrotados ante SoCal Uncensored (Christopher Daniels, Frankie Kazarian & Scorpio Sky). El 13 de noviembre en el episodio de AEW Dark, Lindaman hizo su aparición haciendo equipo con T-Hawk donde fueron derrotados ante The Young Bucks (Matt Jackson & Nick Jackson).

## Campeonatos y logros
- Dragon Gate
  - Open the Triangle Gate Championship (1 vez) – con Shingo Takagi & Takashi Yoshida
  - New Year's Unit 6-Man Tag 1 Day Tournament (2017) – con Shingo Takagi & T-Hawk